# Greyson Chance Asia Tour
"Greyson Chance Ásia Tour" foi a segunda turnê do cantor Greyson Chance realizada em 2012 na Ásia.

## Datas
| Data                  | Cidade              | País      | Local                    |
| --------------------- | ------------------- | --------- | ------------------------ |
| 17 de Abril de 2012   | Kuala Lumpur        | Malásia   | KL LIVE                  |
| 18 de Abril de 2012   | Cidade de Singapura | Singapura | Singapure Indoor Stadium |
| 20 de Abril de 2012   | Jakarta             | Indonésia | JI-TEC HAll              |
| 22 de Abril de 2012   | Manila              | Filipinas | Araneta Coliseum         |
| 2 de Novembro de 2012 | Kuching             | Malásia   | Kuching Centre           |